# Полыновка (Башкортостан)
Полы́новка (баш. Полыновка) — деревня в Фёдоровском районе Башкортостана. Входит в Балыклинский сельсовет.

## География
Расстояние до:
- районного центра (Фёдоровка): 16 км,
- центра сельсовета (Балыклы): 4 км.

## Население
| 2002 | 2009 | 2010 |
| ---- | ---- | ---- |
| 13   | →13  | ↘6   |

Национальный состав
Согласно переписи 2002 года, преобладающая национальность — русские (92 %).